# 热夫里
热夫里（法語：Gevry，法語發音：[ʒəvʁi]）是法国汝拉省的一个市镇，位于该省北部偏西，属于多勒区。

## 地理
热夫里（47°2'21"N, 5°26'35"E）面积5.31 平方千米，位于法国勃艮第-弗朗什-孔泰大區汝拉省，该省份为法国东部内陆省份，北起上索恩省，西北接科多尔省，西临索恩-卢瓦尔省，南至安省，东与杜省和瑞士接壤。
与热夫里接壤的市镇（或旧市镇、城区）包括：舒瓦塞、克里塞、当帕里、莫莱、帕尔塞、塔沃、拉翁。

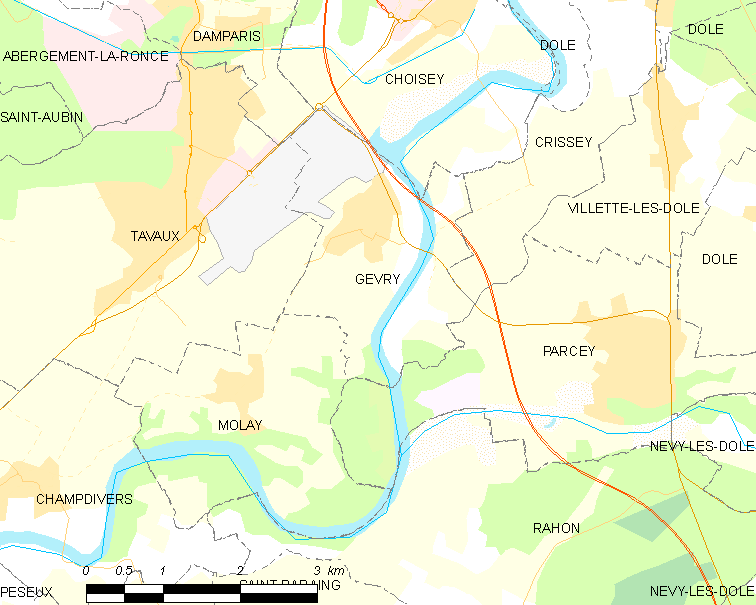
热夫里的OSM定位图

热夫里的时区为UTC+01:00、UTC+02:00（夏令时）。

## 行政
热夫里的邮政编码为39100，INSEE市镇编码为39252。

## 政治
热夫里所属的省级选区为多勒第二县。

## 人口

1962-2008年间热夫里人口变化图示

热夫里于2022年1月1日时的人口数量为732人。